# ホンダ・1300
ホンダ・1300（ホンダ・せんさんびゃく）は、本田技研工業（ホンダ）が1969年（昭和44年）から1972年（昭和47年）まで生産、販売していた4ドアセダンおよび2ドアクーペの小型乗用車である。

## 概要
従前、二輪車と軽自動車を主力としてきたホンダが初めて市販した小型乗用車であり、前輪駆動（FF）や空冷エンジン、四輪独立懸架など、独創的な技術が盛り込まれていた。ボディの種類は4ドアセダンと後に追加された2ドアクーペの2種で、型式はそれぞれH1300およびH1300Cである。700/800シリーズと異なり、バンやピックアップといった商用車仕様は市販されなかった。
1300最大の特徴としては、水冷よりも空冷を推す本田宗一郎の技術的信念により、このクラスとしては当時でも珍しくなっていた空冷エンジンを採用した点が挙げられる（詳細は後述）。当時の新聞広告では「HONDA1300は横風に強い、安全設計です」と謳い、前輪駆動、適正な重量配分、超扁平タイヤ、余裕のあるパワー、独特な独立懸架、万全のボディで悪路や雪道での鋭い走破性、ハイウェイでの横風を黙殺する走行性をアピールしていた（これらの実態も後述）。
エンジンは、オールアルミ製の1,298 cc 直列4気筒SOHC 8バルブクロスフローで、シングルキャブレター仕様で100 PS/7,200 rpm、4連キャブレター仕様は115 PS/7,500 rpmを発揮、この出力は当時の1.3 L級エンジンとしては極めて優秀であり、1.8 - 2.0L 並みであった。
最初で最後の採用となったDDACと呼ばれる冷却方式は、通常の空冷エンジンのシリンダーブロックやシリンダーヘッドの中に、水冷エンジンのウォータージャケットにあたる通路を設け、そこへ通風することから「一体式二重空冷」の名を持つ。空冷エンジンを搭載するF1マシンのRA302からのフィードバックという事と、水冷エンジン並みの冷却効率がセールスポイントであった。開発には、騒音が大きい空冷の弱点の克服も目標とされた。しかし、高出力とDDAC方式、アルミ製オイルタンクを持つドライサンプ機構など構造が複雑で重く、高コストとなり、構造が簡単で軽量、低コストという空冷エンジン本来の長所とは逆の結果となった。
このためフロントまわりの重量が増加し、しかも発売当初のスプリングレートとダンパーはソフトなもので、77の標準タイヤは細く剛性の低いクロスプライのバイアスタイヤであったことから、アンダーステアやタックインといった極端な挙動が現れやすかった。1300の極端なフロントヘビーを示す逸話として、経年劣化が進むとフロントストラットのアッパーマウントが重みに耐えきれずに破断し、ダンパーがボンネットを突き上げて破壊してしまうというものがある。このようなトラブルは1300以外にはシトロエンの一部車種に存在する程度で、通常他の車種ではあまり見られない欠点である。
後に追加されたクーペやマイナーチェンジ後のモデルでは最高出力が引き下げられ、サスペンションも固められたことで徐々に改善されたが、エンジンの廃熱を利用する標準ヒーターの熱量不足や油臭い点、大きい最小回転半径などの一部は解決できなかった。なお、H1300系はPCDが120.0 mmという特殊な規格のホイールハブを採用しており、これは145はもとより初代シビック・初代アコード・TNアクティ/アクティストリートまで継承された。
総生産台数は3年強の間に約10万6,000台。このうち1053台が日本国外に輸出された。
1300はエンジンやオイルタンクにアルミ合金が多用されており、DDACという構造上その使用量もかなり多いものであった。アルミのスクラップ価格が高価であった当時の社会事情もあり、1300の事故車や廃車は解体屋によって先を争うように処分されたともいわれており、現存する個体は廃車体も含めて非常に少なくなっている。
2019年から放送されているホンダの企業CM「GVP Power Products」編には、当車のマイナーチェンジ後のセダンが登場している。

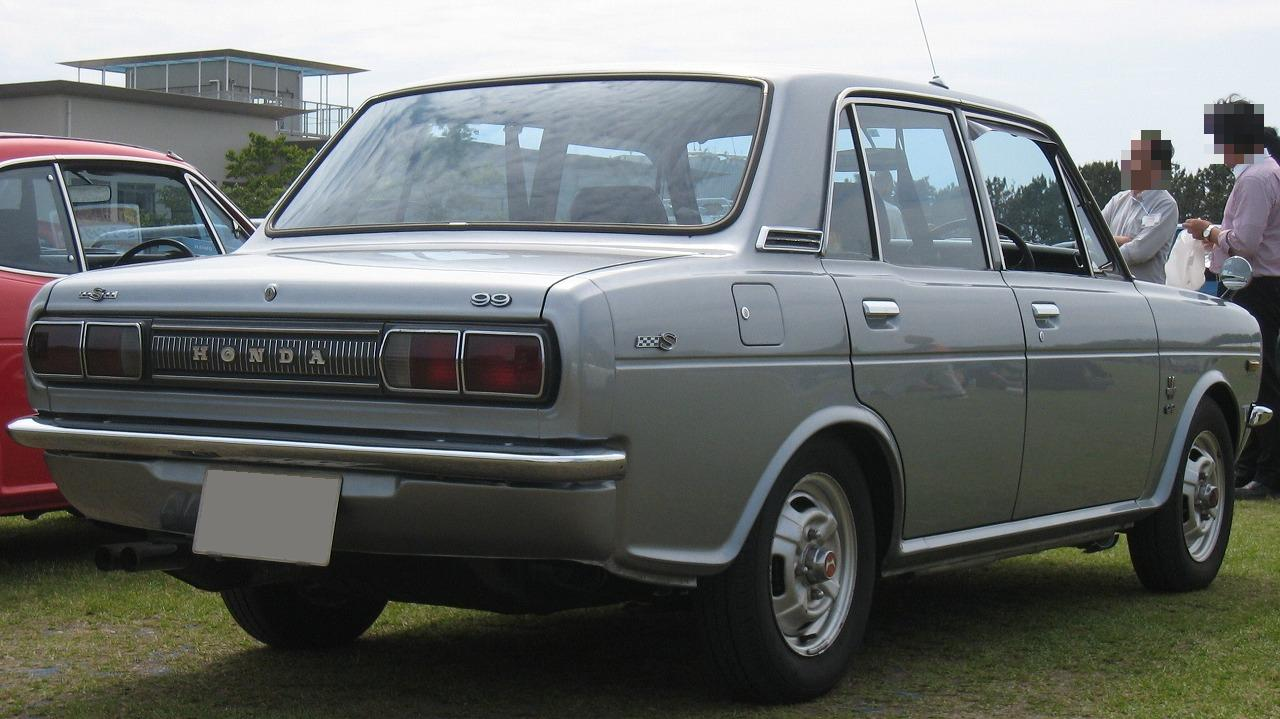
99S リア
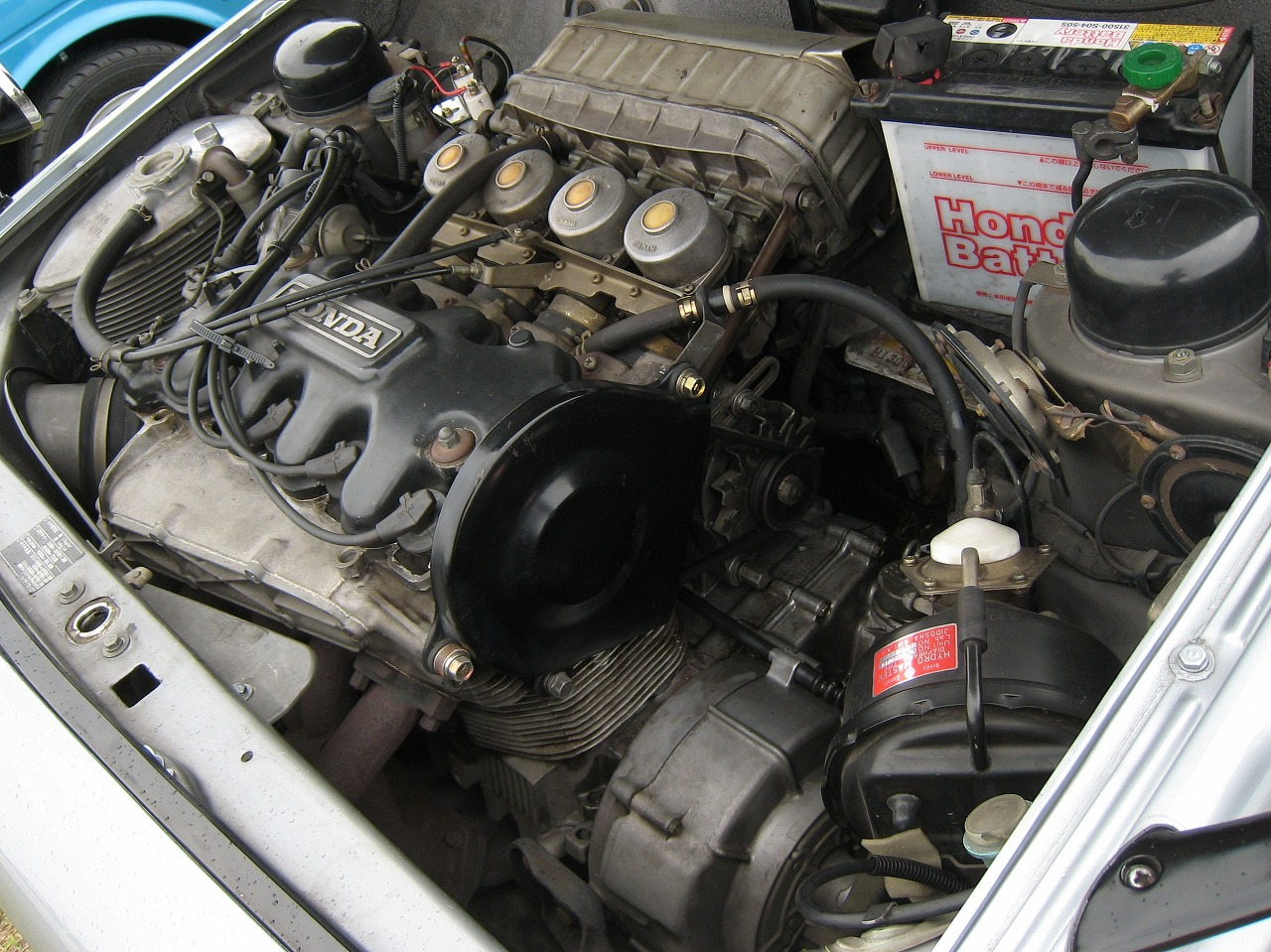
ケーヒン製のCVキャブレターを4連装する99Sのエンジン
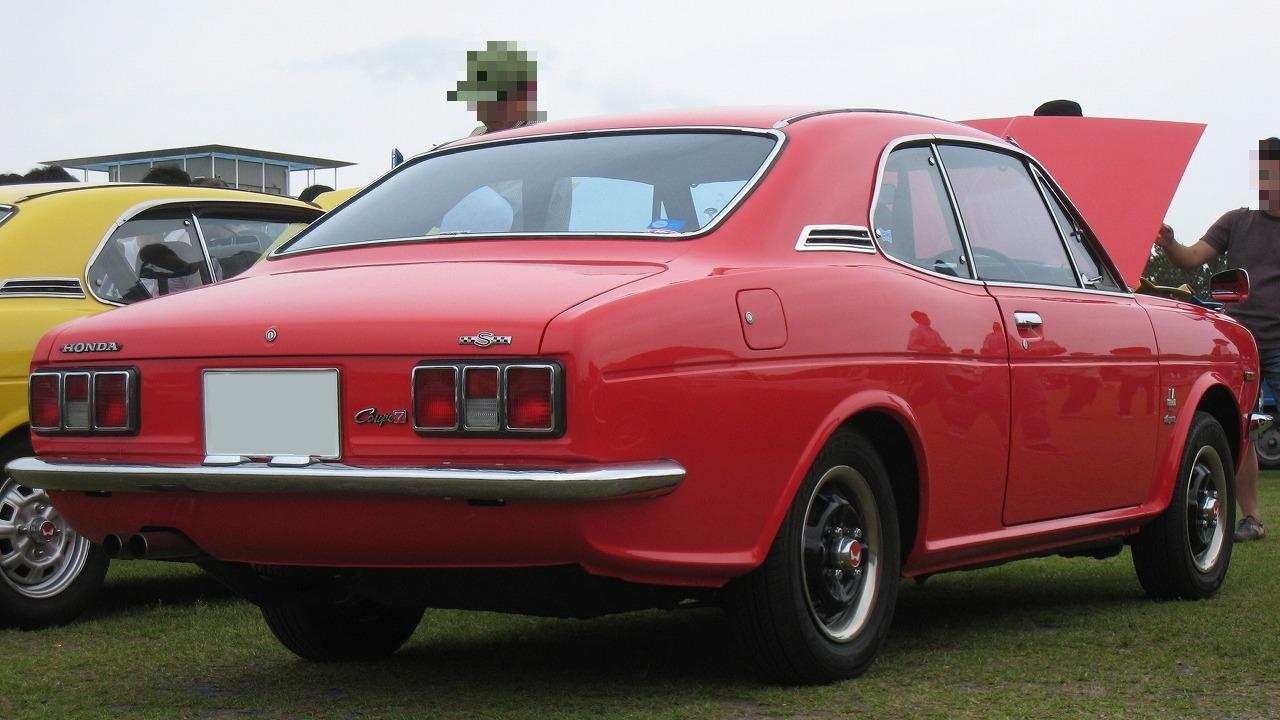
クーペ7S リア
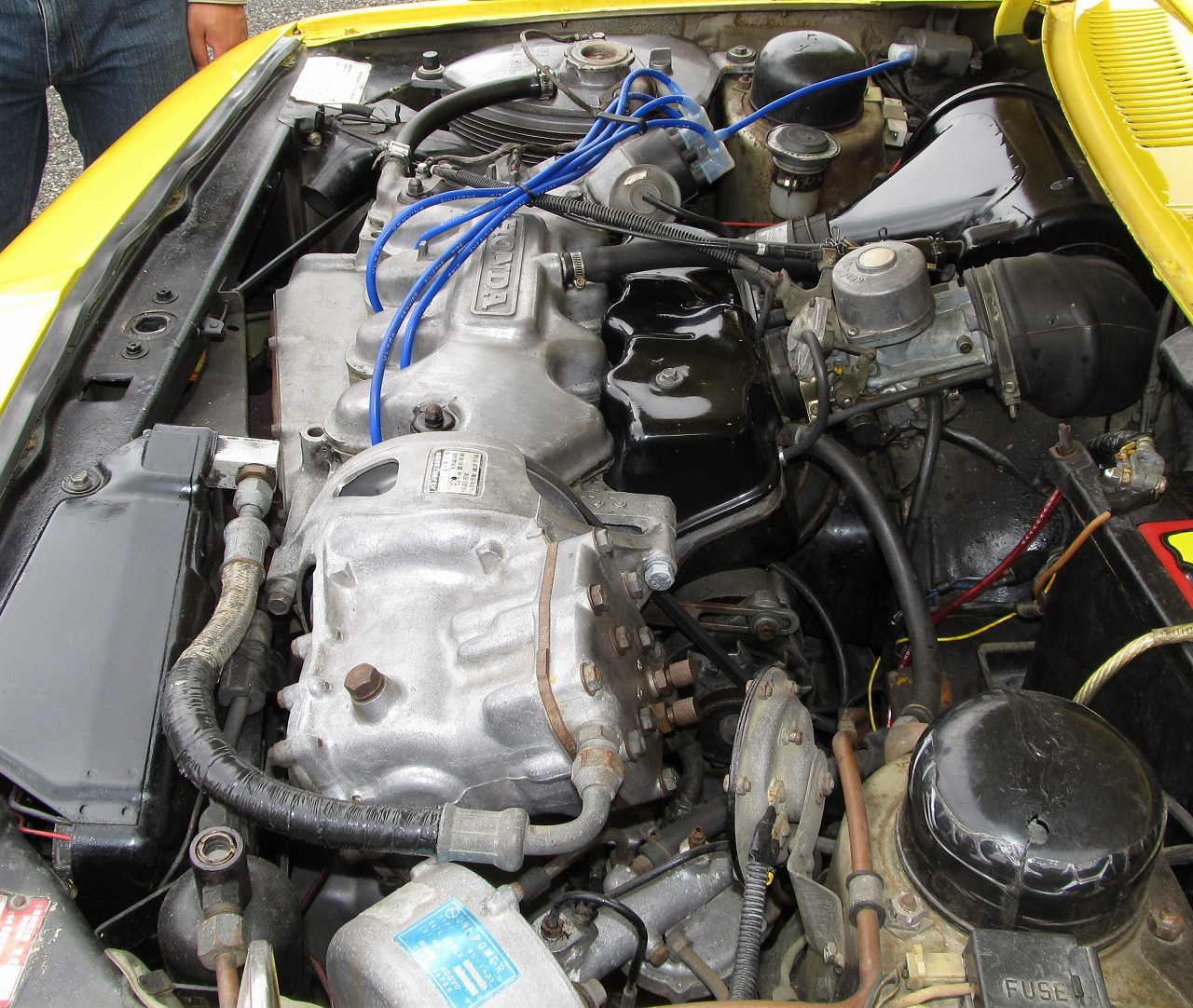
クーペ7DXのエンジン。手前に見えるのはカムシャフト直結の純正クーラーコンプレッサー

## 初代 H1300型 (1969年-1972年)
- 1968年（昭和43年）
  - 10月21日 - 報道関係者に公開され、東京モーターショーにセダンとライトバンが参考出品された。
- 1969年（昭和44年）
  - 4月15日 - ホンダ初の4ドアセダンとして5月下旬発売と記者発表されたが、実際は6月ごろからの発売となった[注 9]。モーターショー出品車と比較してリアエンドが伸ばされた。
シングルキャブモデルは「77」（Seventy Seven）、4連キャブモデルは「99」（Ninety Nine）と呼ばれ、77のみとなる「スタンダード」のほか、それぞれに「デラックス」、「カスタム」、「S」があった。三重県鈴鹿工場渡し現金価格は「77 スタンダード」が48.8万円、最も高価な「99 カスタム」が71.0万円であった。また、9.8万円高でクーラー（ホンダエアコン[注 10]）、4.5万円高でAT（ホンダマチック[注 11]）も全車に装備可能と発表されたが、実際にはこの時点ではATは市販されなかった。なお、ライトバンは最後まで市販されなかった。
  - 12月 - エンジンの中・低速域[注 12]トルクを重視するため、77シリーズは95 PSに、99シリーズは110 PSにそれぞれ最高出力が引き下げられ、同時にサスペンションセッティングも安定方向に固められた。
- 1970年（昭和45年）
  - 2月 - セダンをベースにした2ドアクーペを追加。ポンティアック風の二分割フロントグリルに丸型4灯式ヘッドランプの精悍な顔つきを持つスポーティーカーで、95 PS仕様は「クーペ7」、110 PS仕様は「クーペ9」と呼ばれた。内装も専用設計で、インストゥルメントパネルのセンター部分がドライバー向きにオフセットされている「フライト・コックピット」（航空機の操縦席）を特徴とした。
  - 3月 - 77 / クーペ7に3速AT車が追加された。AT仕様の77 / クーペ7は、横長の扇形スピードメーターと2本スポークタイプのステアリングホイールを装備した。エンジンは80 PSにデチューンされていた。
  - 11月 - セダンがマイナーチェンジされ、全車丸型2灯式ヘッドランプになる。フロント / リヤセクション及びインストルメンタルパネルを大幅に変更する大掛かりなマイナーチェンジとなる。同時に110 PS仕様の99シリーズは廃止され、95 PSの77シリーズのみとなり、1300の名が廃され、単に「ホンダ 77 」と呼ばれるようになる。
- 1971年（昭和46年）
  - 6月 - クーペがマイナーチェンジを受け、セダン同様1300の名が廃され「ホンダ クーペ○○（○○はグレード名） 」と呼ばれるようになる。従来型の丸型4灯ヘッドランプ車は「ダイナミックシリーズ」に編成され、「SL」、「GL」、「GT」、「GTL」のグレード名が与えられ、セダンと同じフロントグリルを持つ「ゴールデンシリーズ」には「スタンダード」、「デラックス」、「カスタム」が設定された。110 PSの4連キャブレター仕様のグレードはダイナミックシリーズの「GTL」のみとなり、それ以外は95 PS仕様(AT車は80 PS)となった。ちなみに「GTL」は警視庁が道路上で交通監視するのを目的に交通取締用パトカーが配備され、助手席に開閉式屋根や昇降機付赤色灯を装備していた。
- 1972年（昭和47年）
  - 9月 - 生産中止
  - 11月 - 水冷直4 SOHC 1,433 ccエンジン（EB5型）を搭載した後継車の、「ホンダ・145/145クーペ」が登場。

## 空冷
本車と、F1車RA302のエンジンが空冷であることは、本田宗一郎の現役晩年のエピソードとしてしばしば語られる。

### DDAC
DDAC（Duo Dyna Air Cooling system：デュオ ダイナ エア クーリング システム）の略。1968年（昭和43年）に本田技研工業が発表した空冷方式である。日本語では一体構造二重壁空冷方式、または一体式二重空冷エンジンと呼ばれる。
水冷エンジンでいうところの「ウォータージャケット」に類似した構造を空冷エンジンに導入したもので、シリンダーブロックの外壁を「一体」鋳造成型で二重構造にし、その間の空間を冷却風の通り道とした。そこに強制冷却ファンで風を送り込むと同時に、エンジンの外側にも風があたるようにして冷却をする構造である。その構造ゆえに重量も嵩み、オールアルミ製のエンジンにもかかわらず、エンジン単体の整備重量だけで180kgに達したこのエンジンは、空冷のメリットである「軽さ」が完全に打ち消されてしまうという結果となった。また、フロントヘビーな重量配分はハンドリングにも悪影響を及ぼした。
非常にユニークな発想ではあったが、このエンジンを搭載した1300は商業的に失敗を喫し、ホンダの4輪車用エンジンが空冷から水冷へ、高回転高出力型から実用域でのトルクを重視したものへと一斉に転換するきっかけとなった。

### 本田宗一郎と空冷
ホンダが1300の販売不振に悩まされていた1970年（昭和45年）頃、本田宗一郎と若手技術者たちはエンジンの冷却方法について激しく対立していた。
内燃機関では、熱は集中的に発生する。伝熱特性の良い液体に一旦熱を移し、ラジエータの広い面積から熱を捨てるという構造は合理的であり、若手を中心として技術者たちは「水冷のほうがエンジン各部の温度を制御しやすい」と主張した。しかし、本田は「エンジンを水で冷やしても、その水を空気で冷やすのだから、最初からエンジンを空気で冷やしたほうが無駄がない」として頑として譲らなかった。両者は激しくぶつかり合い、当時技術者であった久米是志（後の3代目社長）が辞表を残して出社拒否をしたほどであった。
技術者達は副社長の藤沢武夫に、あくまで空冷にこだわる本田の説得を依頼し、藤沢は電話で本田に「あなたは社長なのか技術者なのか、どちらなんだ？」と問いただした。設立以来、経営を担ってきた他でもない藤沢のこの言葉に本田は折れ、ようやく若手技術者たちの主張を認めた。そして、1300の生産中止と共に1971年（昭和46年）の初代ライフを皮切りに、初代シビック、145と水冷エンジン搭載車が次々とホンダから送り出されるようになり、本田が執念を燃やした空冷エンジン乗用車はホンダのラインナップから消滅した。
本田と藤沢は翌1973年（昭和48年）に引退したが、この空冷水冷の一件が決定打であったとされている。

## 評価
日本では『カーグラフィック』誌が1969年8月号から70年3月号に掛けて、1300・77デラックスの長期ロードテストを行っており、H1300Eエンジンに対しては「パワフルで8000回転までスムーズに吹け上がる。静粛性は高回転域でも高く、他社の1600cc級GT車に比肩する」との評価を与えているが、一方で燃費は平均で約7.5km/リットル程度、カーヒーターとデフォッガーの性能は十分とは言えないと評価している。操縦性については、61.7対38.3という極度にノーズヘビーの重量配分の為、直進安定性は優れているが、過度のアンダーステアでありサスペンションは柔らかすぎるという否定的な評価を下しており、このような重いエンジンを開発してまで1300ccに空冷を採用する意義についての疑念まで呈していた。但し、標準装着タイヤである6.2S-13-4PRを、99S標準の6.2H-13-4PRに換装したところ、それだけで操縦性が5割方向上したとも附記していた。
カーグラフィックは1970年4月号にて1300・クーペ9Sもレビューしているが、セダンに劣らない居住性、無類のパワーの4キャブレターエンジンの評価と同時に、固く引き締められたサスペンションにより足回りの性能が漸くエンジンに追い付き、操縦性も77デラックスと比較にならない程向上したという評価を下しており、シングルキャブよりも燃費が良い結果も相まって、77デラックスとは全く別の車に仕上がっているとの結論を下している。
1300の輸出が行われたオーストラリアでも、『ホイールズ (雑誌)』誌などが1300の各グレードのロードテストを実施し、概ねカーグラフィック誌と類似した評価を残しているが、ブロアファンが標準では搭載されていない為、ベンチレーターと三角窓だけでは車内が蒸れやすく、エンジンの冷却風を直接利用するデフロスターは強力であるが夏場は不快な事。トランクルームの広さに対して開口部が小さすぎる事などを欠点として指摘する一方で、ホンダが独自に採用していたダッシュボードから直接着脱可能な「クリップイン・ヒューズボックス」に対しては一種の盗難防止装置として活用できる事を好意的に評価していた。
また、日本国内では直線では無類の速さを見せるがコーナーではアンダーステアで曲がらない1300の特性を、より俗な表現として「直線番長」と呼んでいた。

## モータースポーツ活動
ホンダ1300発売当初、RSC（レーシング・サービス・センター、現在のホンダ・レーシングの前身の一つ）によって同車のエンジンを流用したR1300と呼ばれるレーシングマシンが開発されていた。
RSCは1969年4月の鈴鹿500km自動車レースにブラバム・ホンダのフォーミュラ・シャーシを一部改良しFRPボディを被せたボディに、ホンダ・S800のAS800Eエンジンとヒューランド製ギアボックスを組み合わせて製作した独自のレーシングカー、ホンダ・R800で出場し、大排気量のトヨタ・7に次ぐ総合2位という好成績を収めていた。
この吉報を耳にした藤澤武夫副社長は、RSCを直接訪問してR800を視察し、この車体にホンダ1300のH1300Eエンジンを搭載して同年6月の鈴鹿1000kmへ出場する計画をRSC側に打診した。このような経緯により開発がスタートしたR1300は、R800のエンジンを換装する形で改修されたものと、新規にシャーシ・ボディを製造したものの2台が製作される事になり、初期型99用のエンジンに軽度のチューンを施し、ミッドシップに搭載する型式が採られた。
H1300Eエンジンは、BT16AやBT18が本来想定していたコヴェントリー・クライマックス・FPFエンジンやフォード・コスワース・FVAエンジンと比較しても50kg以上も重たかったが、最終的にはシャーシの改良によりR1300の車重はBT16とほぼ同等の490kgに抑えられた。
1969年（昭和44年）5月31日、鈴鹿1000km耐久レースに松永喬/永松邦臣の11号車と高武富久美/木倉義文の12号車の2台のR1300が初参戦。予選ではR1300より遥かに排気量の大きいローラT40、ポルシェ・カレラ6に次いで3位と4位のタイムを記録する。決勝では2台共にポルシェ・カレラ6とトップ争いを繰り広げたが、59ラップ目に12号車が、続いて113ラップ目に11号車がそれぞれプライマリーチェーン切れによりリタイヤした。
藤澤は鈴鹿1000kmでの健闘を見て、次戦の鈴鹿12時間の成績次第ではル・マン24時間に参戦する計画も検討していたという。
続く8月10日、鈴鹿12時間耐久レースに高武富久美/木倉義文の6号車と松永喬/田中弘の7号車の2台のR1300が参戦した。6号車はトップを快走しながらも118ラップ目、ガス欠によりリタイヤしてしまう。7号車は抜きつ抜かれつの展開を繰り広げながらも一位を守ったが、レース開始から11時間が経過した225ラップ目スプーンコーナーでスピン、現場に差し掛かった周回遅れの後続車が追突し二台とも炎上した。7号車に乗っていた松永喬は全身に大火傷を負い、事故から25日後の同年9月4日に死亡した。
この事故は、前述の同じく「空冷」F1のRA302が、約一年前にフランス ルーアン・レゼサールで起こした事故に似た結末とも言え、空冷エンジン車に対するイメージダウンを恐れたためか、R1300は高いポテンシャルを有しながらも僅か二度の参戦をもって開発が打ち切られた。残された6号車も現在の行方は不明とされている。

### 余波
H1300Eエンジンのポテンシャルは同時期の幾つかのレーシングガレージでも着目されており、RSCのR1300と同時期、鈴鹿近郊を活動拠点としていたワールドモーター(現・TSR (オートバイ))により、R1300と殆ど同じレイアウトのレーシングカーであるワールド・AC7が製作されている。ワールド・AC7は1970年3月の全日本鈴鹿自動車レース選手権優勝などの好成績を記録し、高原敬武もキャリアの初期に搭乗していた事績で知られる。
その後、ワールド・AC7は日本トランペット商事(現・ ユニペックス)のスポンサードでニットラ・AC7に改名、田中弘の搭乗で国内各地の耐久レースに参戦した。
1971年頃には日本レーシングマネージメント(JRM)の菅原義正もAC7を購入しており、国内レースの他、見崎清志の搭乗で1971年のマカオグランプリ・フォーミュラ・リブレに出走、総合3位の結果を収めている。このレースで見崎が搭乗したAC7の映像は、1972年の映画『ヘアピン・サーカス』にて使用されている。
ワールド・モーターの他には、富士ドライブショップ(現・オートバックスセブン)が1969年日本グランプリ (4輪)に参戦する目的で、ハヤシレーシングに製作を委託したカーマン・アパッチも、R1300やAC7に類似したミッドシップのレイアウトでH1300Eエンジンを採用していた。カーマン・アパッチの活動期間は1969年中のみと短かったが、この時にハヤシレーシングがアパッチの為に製造したアルミホイールが、後年の同社のロングセラー商品であるハヤシ・ストリートと同じデザインであった。カーマン・アパッチ自体はオートバックスが所有を継続しており、2022年現在は同社の創業地である大阪市内のオートバックス出入橋ビル内に展示されている。
1969年日本グランプリには他にも、大久保力率いるリキ・レーシング・ディベロップメントが、三村建治がエヴァ・カーズで設計したエヴァ・カンナム2AにH1300Eエンジンを搭載したエヴァ・カンナム2Bを製作して出走しているが、燃料系統のトラブルによりリタイヤしている。大久保の述懐によると、「空冷だから軽いに違いない」と1300の新車を買ってきて早速エンジンを降ろしたところ、余りにもエンジンが重たかった為に頭を抱える事になり、それを見かねたRSCがワークス仕様のエンジンとミッションを供給してくれたという。